# Ured europskog javnog tužitelja
Ured europskog javnog tužitelja (EPPO) neovisno je tijelo Europske unije (EU) s pravnom osobnošću, osnovano Lisabonskim ugovorom između 23 od 27 država EU-a prema metodi pojačane suradnje.
EPPO je osnovan kao odgovor na potrebu za tužiteljskim tijelom za borbu protiv kriminala i korupcije koji utječu na financijske interese Europske unije (EU). Ideja o osnivanju EPPO-a dobila je zamah sa zakonskim prijedlogom koji je iznijela Europska komisija 2013. godine. Nakon dugotrajnih pregovora i rasprava unutar Europskog vijeća, Europskog parlamenta i država članica, 12. listopada 2017. usvojena je Uredba (EU) 2017/1939, kojom je formaliziran nastanak EPPO-a.
Uredba o EPPO-u pravna je osnova EPPO-a jer ocrtava ciljeve, strukturu, nadležnost i operativne postupke. Direktiva (EU) 2017/1371, poznata i kao PIF Direktiva, navodi kaznena djela koja utječu na financijske interese EU-a koja spadaju u nadležnost EPPO-a. Primarni mandat EPPO-a je istraživanje i kazneni progon kaznenih djela kao što su: prijevara, korupcija i pranje novca koji štete financijskim interesima EU-a, kako je definirano Direktivom PIF-a. EPPO predstavlja značajan korak prema integriranijem i učinkovitijem pristupu borbi protiv transnacionalnog kriminala unutar EU-a, potičući suradnju i koordinaciju među državama članicama radi zaštite financijskih resursa Unije.
Kao neovisno tijelo EU-a, EPPO ima ključnu ulogu u osiguravanju vladavine prava i očuvanju integriteta financijskog sustava EU-a. EPPO ima sjedište u Kirchbergu, u gradu Luxembourgu, uz Sud Europske unije (CJEU) i Revizorski sud (ECA).